# Sylvestre Nsanzimana
Sylvestre Nsanzimana (nascut el 5 de gener de 1936) va servir com a primer ministre de Ruanda des del 12 d'octubre de 1991 al 2 d'abril de 1992. Pertanyia al Moviment Republicà Nacional per la Democràcia i el Desenvolupament i prèviament serví com a ministre de justícia al govern de Juvénal Habyarimana. Va dimitir com a primer ministre després de la negativa dels partits de l'oposició a participar en el govern. Havia nascut a la província de Gikongoro.
També va servir com a ministre d'afers exteriors de Ruanda de 1969 a 1971.